# Obciążenie krytyczne
Obciążenie krytyczne – wartość krytyczna obciążenia konstrukcji lub jej elementu, której przekroczenie powoduje utratę stateczności tej konstrukcji. 
Utracie takiej towarzyszą dodatkowe nadmierne przemieszczenia, które miały wartości zerowe w stanie przed krytycznym. Na przykład w pręcie pracującym w tym stanie tylko na czyste ściskanie osiowe, pojawiają się w stanie krytycznym jakościowo nowe przemieszczenia prostopadłe do jego osi, którym towarzyszy zginanie pręta. Przemieszczenia te szybko narastają i materiał pręta ulega zniszczeniu albo przez jego złamanie (w przypadku materiałów kruchych), albo uplastycznienie (w przypadku materiałów ciągliwych).